# Illa de Vieilles
L'Illa de Vieilles (en francès: Île des Vieilles) és una illa no habitada formada per roques vermelloses, situada a l'est de Sant Rafèu, a la regió de Provença-Alps-Costa Blava. Pertany al Massís de l'Esterel i constitueix l'illa més gran d'aquesta formació geològica.
El seu nom, estès per diverses poblacions del nord de França, podria deure el seu nom a un tipus de peix del Mediterrani, la bestenaga (vieille en francès). També s'anomena comunament Île des Veilles (Illa de la Vigília) en referència a la utilització que es feia per evitar el risc de varada dels vaixells.

## Morfologia i diversitat

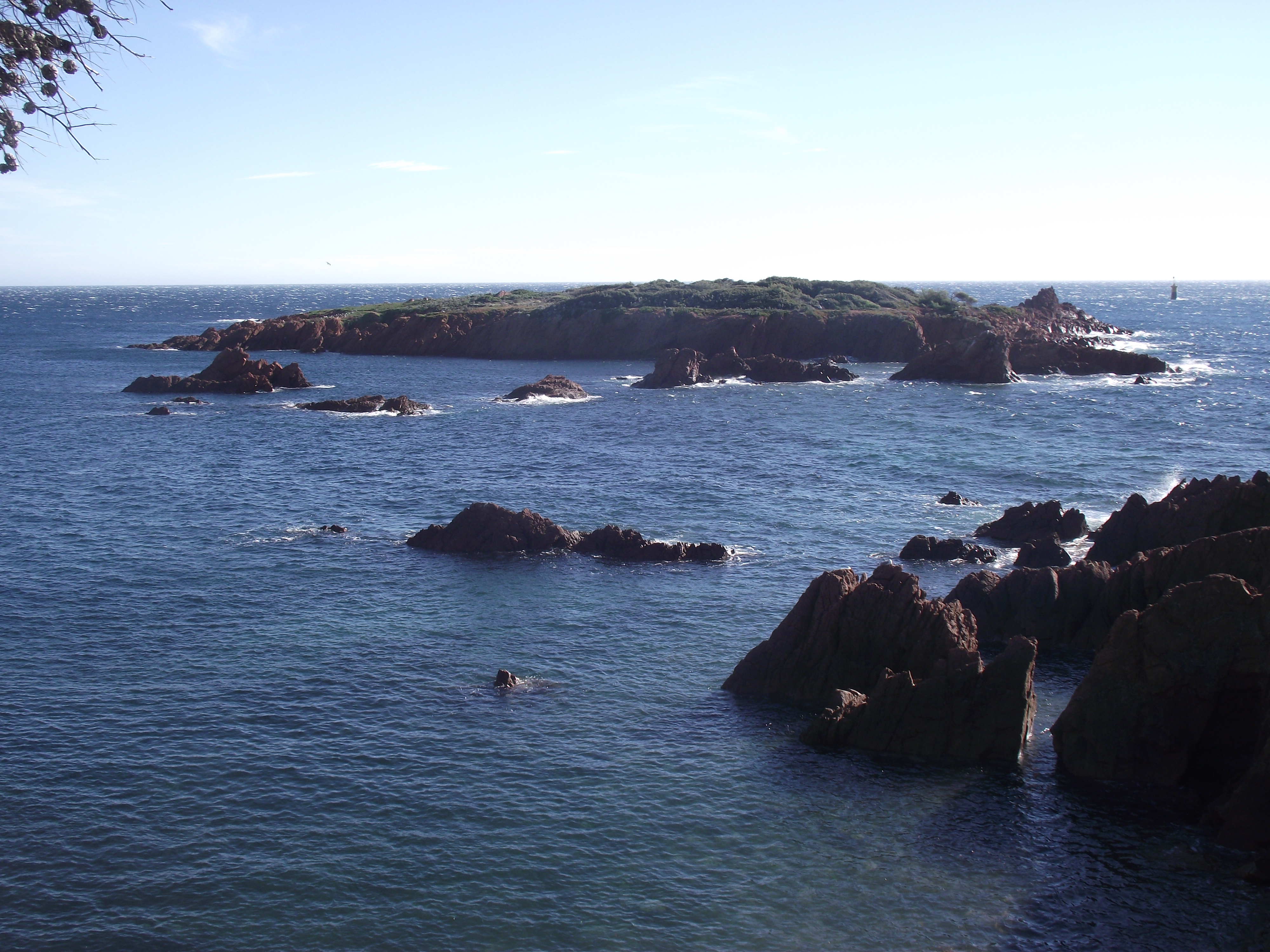
Illa vista des del continent.

La morfologia de l'illa és petita i plana, situada en un banc molt rocós. L'altitud mitjana de l'illa és d'uns 8 metres, amb algunes zones que poden arribar fins als 11 metres. Al seu voltant s'hi troben diversos penyals, en un dels quals hi ha situada una boia il·luminada. A unes 3 milles a l'est d'aquesta senyal, a més a més, hi ha els vestigis d'una embarcació naufragada.
A pocs centenars de metres de l'illa s'hi troba una petita platja de còdols d'ambient intimista que és accessible a través d'una escala habilitada.
Pel que fa a la diversitat de flora, es caracteritza per allotjar diverses espècies botàniques que ja no existeixen a Sant Rafèu i altres llocs propers.